# Cyprolais loricata
Cyprolais loricata är en skalbaggsart som beskrevs av Oliver Erichson Janson 1877. Cyprolais loricata ingår i släktet Cyprolais och familjen Cetoniidae.

## Underarter
Arten delas in i följande underarter:
- C. l. rhodesiana
- C. l. kiellandi
- C. l. vingerhoedti
- C. l. knothi
- C. l. montana
- C. l. ruandana
- C. l. oberthueri

## Bildgalleri

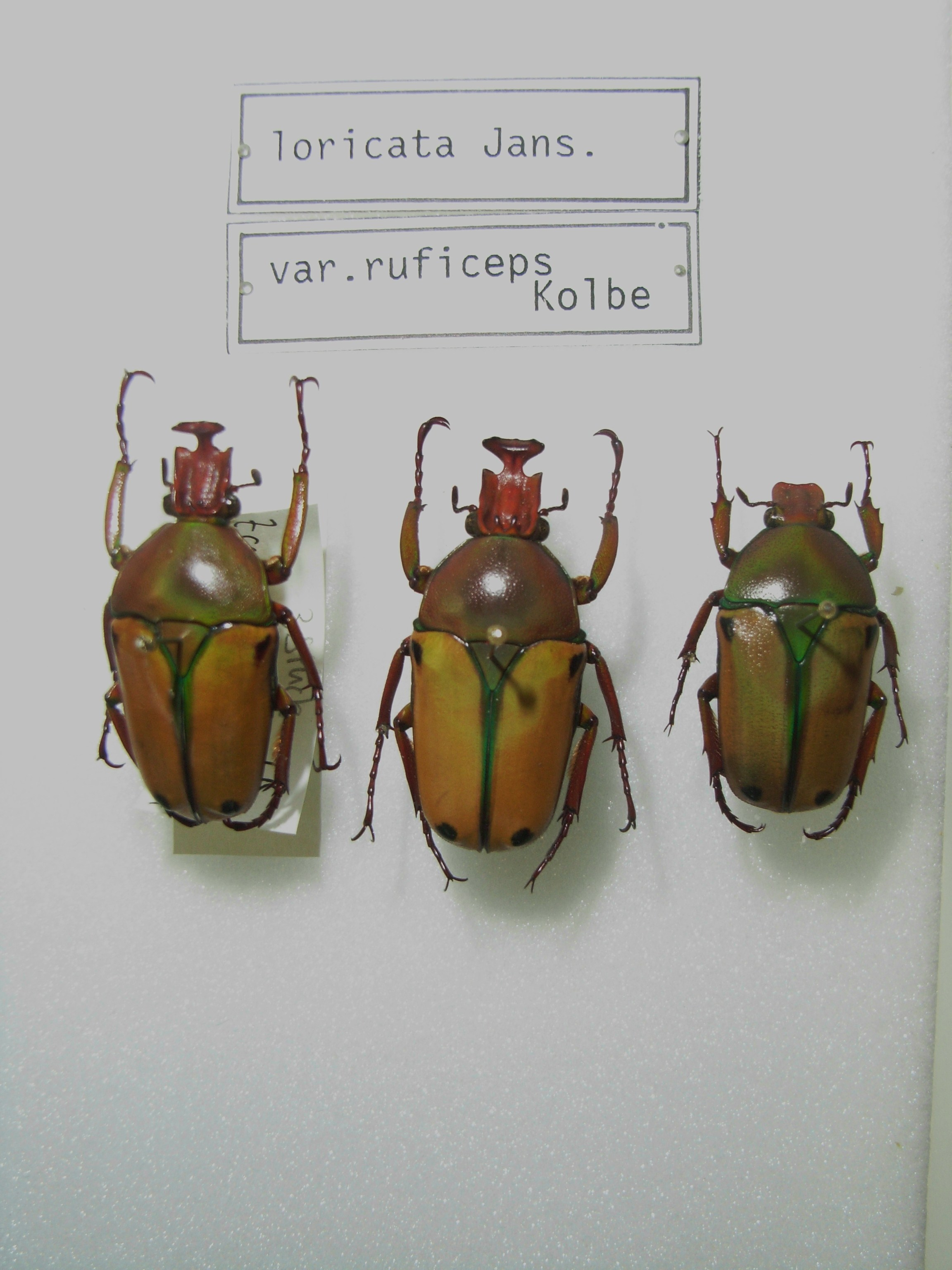